# Ri Hyang-ok
Ri Hyang-Ok (Corea del Norte, 18 de diciembre de 1977) es una árbitra de fútbol y exfutbolista norcoreana. Es internacional desde 2006. Es una de las 9 árbitros internacionales de Corea del Norte.
Hyang-Ok ha arbitrado partidos de la Copa Mundial Femenina de Fútbol Sub-17 de 2012, en Azerbaiyán  la Copa Mundial Femenina de Fútbol de 2015, en Canadá y la Copa Mundial Femenina de Fútbol de 2019 en Francia.